# 绥化县 (山西省)
绥化县，中国古县名。
北魏置，治所在今山西省永济市虞乡镇西北，为绥化郡治。北周省。北周明帝武成二年（560年）复置。保定元年（561年）改为虞乡县。